# Adelostigma
 Adelostigma   Steetz, 1864 è un genere di piante angiosperme dicotiledoni della famiglia delle Asteraceae, sottofamiglia Asteroideae, tribù Inuleae e sottotribù Plucheinae.

## Etimologia
Il nome scientifico del genere è stato definito dal botanico Joachim Steetz (1804-1862) nella pubblicazione " Naturwissenschaftliche Reise nach Mossambique: auf Befehl Seiner Majestät des Königs Friedrich Wilhelm IV, in den Jahren 1842 bis 1848 ausgeführt von Wilhelm C.H. Peters ... Berlin" ( Naturw. Reise Mossambique [Peters] 6(Bot., 2): 428) del 1864.

## Descrizione
Portamento. Le specie di questo genere sono erbe perenni o annue.
Fusto. La parte sotterranea del fusto consiste prevalentemente in rizomi allungati. La parte aerea del fusto in genere è sprovvista di condotti di resina. Generalmente il floema è privo di strati fibrosi; inoltre sono assenti i tessuti latticiferi.
Foglie. Le foglie lungo il caule sono disposte in modo alternato. La lamina è del tipo bipennatifido.
Infiorescenza. Le infiorescenze sono formate da capolini solitari. I capolini sono di tipo disciforme e sono formati da un involucro composto da brattee disposte in modo embricato al cui interno un ricettacolo fa da base ai fiori ligulati periferici o fiori del raggio (qui mancanti) e ai fiori tubulosi quelli centrali o del disco. L'involucro può essere cilindrico, campanulato o a forma di coppa. Le brattee sono disposte generalmente su più righe; hanno consistenza erbacea o cartilaginea, ma senza margini ialini; gli stereomi non sono divisi. Il ricettacolo, a protezione della base dei fiori, è sprovvisto di pagliette.
Fiori.  I fiori sono tetra-ciclici (formati cioè da 4 verticilli: calice – corolla – androceo – gineceo) e pentameri (calice e corolla formati da 5 elementi). Si distinguono in:
- fiori del raggio (esterni): sono assenti;
- fiori del disco (centrali): sono più numerosi con forme brevemente tubulose (attinomorfe); quelli marginali sono femminili, quelli del centro sono funzionalmente maschili.

- Formula fiorale:

*/x K {\displaystyle \infty }, [C (5), A (5)], G 2 (infero), achenio
- Calice: i sepali del calice sono ridotti ad una coroncina di squame.

- Corolla:

- fiori del raggio: (solo fiori del disco) la forma è tubulare filiforme per i fiori marginali e bruscamente divaricata in 4-5 brevi lobi per quelli centrali; il colore è bianco.

- Androceo: l'androceo è formato da 5 stami sorretti da filamenti generalmente liberi; gli stami sono connati e formano un manicotto circondante lo stilo; le teche (produttrici del polline) sono troncate e non sono speronate. La base delle antere può avere una corta coda. Il tessuto dell'endotecio è a forma radiale. Le cellule del collare dei filamenti sono piatte o di tipo mammelloso.

- Gineceo: il gineceo ha un ovario uniloculare infero formato da due carpelli.[4] Lo stilo è indiviso. Gli stigmi spesso sono provvisti di peli ottusi che terminano ben al di sotto della biforcazione. Le superfici stigmatiche confluiscono all'apice, mentre alla base sono separate in due distinte linee (lignee stigmatiche marginali[6]). Il polline è spinuloso.

Frutti.  I frutti sono degli acheni con pappo. Gli acheni in genere sono sparsamente pelosi. Il pappo è formato libere setole capillari barbate disposte su una sola riga. Le setole sono dentate.

## Biologia
Impollinazione: l'impollinazione avviene tramite insetti (impollinazione entomogama tramite farfalle diurne e notturne).

Riproduzione: la fecondazione avviene fondamentalmente tramite l'impollinazione dei fiori (vedi sopra).

Dispersione: i semi (gli acheni) cadendo a terra sono successivamente dispersi soprattutto da insetti tipo formiche (disseminazione mirmecoria). In questo tipo di piante avviene anche un altro tipo di dispersione: zoocoria. Infatti gli uncini delle brattee dell'involucro (se presenti) si agganciano ai peli degli animali di passaggio disperdendo così anche su lunghe distanze i semi della pianta. Inoltre per merito del pappo (se presente) il vento può trasportare i semi anche a distanza di alcuni chilometri (disseminazione anemocora).

## Distribuzione e habitat
Le specie di questo genere sono distribuite in Africa su due areali disgiunti (nord-ovest e sud-est).

## Sistematica
La famiglia di appartenenza di questa voce (Asteraceae o Compositae, nomen conservandum) probabilmente originaria del Sud America, è la più numerosa del mondo vegetale, comprende oltre 23.000 specie distribuite su 1.535 generi, oppure 22.750 specie e 1.530 generi secondo altre fonti (una delle checklist più aggiornata elenca fino a 1.679 generi). La famiglia attualmente (2021) è divisa in 16 sottofamiglie; la sottofamiglia Asteroideae è una di queste e rappresenta l'evoluzione più recente di tutta la famiglia.

### Filogenesi
La tribù Inuleae (comprendente le Inulinae) è una delle 21 tribù della sottofamiglia Asteroideae). Da un punto di vista filogenetico, la tribù Inuleae, all'interno della sottofamiglia, fa parte del gruppo "Helianthodae". La sottotribù Plucheinae  è caratterizzata da corolle con varie tonalità di rosa, malva o porpora, con stigmi ricoperti di peli acuti, ma senza la caratteristica di avere dei grandi cristalli di ossalato nelle cellule dell'epidermide dell'achenio.
In base alle ultime ricerche, il genere  Adelostigma  appartiene al "core" della sottotribù vicino, da un punto di vista filogenetico, ai generi Epaltes, Pluchea e altri.
I caratteri distintivi del genere sono:
- le foglie sono del tipo bipennatifide;
- le antere hanno le code;
- gli acheni sono lunghi meno di 3 mm.

### Elenco delle specie
Questo genere ha 2 specie:
- Adelostigma athrixioides Steetz
- Adelostigma senegalensis Benth.

### Sinonimi
Sono elencati alcuni sinonimi per questa entità:
- Cancellaria Sch.Bip. ex Oliv.